# Toussaint Joseph Borély
 (novembre 2020).
Toussaint Joseph Borély, né le 24 janvier 1788 à Sisteron et mort le 15 juin 1875 à Aix-en-Provence) est un haut magistrat français qui fut juge puis vice-président du tribunal civil de Marseille, nommé en 1830 procureur général près la cour d’appel d’Aix-en-Provence. 
Il est inhumé dans sa propriété de New Powrcelles à Gardanne.

## Biographie
Fils de Marc Antoine Borely, procureur au siège de Sisteron, et de Marthe Crudy, contrairement aux cousins de Marseille du Château Borély, qui ont fait enregistrer leur armorial et adopté le parti noble, il admire les encyclopédistes et le juriste Jean-Pierre-François Ripert de Monclar.
Homme de loi, il lutte pour l'indépendance de la justice et l'abolition de la peine de mort. Anti-clérical, il méprise la noblesse, prône des valeurs républicaines inculquées par une famille de révolutionnaires. Ami de François-Auguste Mignet, du marquis de Lafayette et d'Adolphe Thiers, il est vice-président du tribunal de Marseille et l'un des principaux animateurs du parti libéral de la ville sous la Restauration. Il participe à la création de journaux d'opposition, comme Le Sémaphore.
Il est nommé procureur général d'Aix après la Révolution de juillet 1830 mais ses idées libérales lui valent une retraite anticipée en 1847. À la suite de la Révolution de 1848, il est promu premier président honoraire de la Cour d’appel d'Aix-en-Provence.
Fidèle toute sa vie à ses convictions libérales, Borély participe aux premières réflexions sur l'utilité de la peine de mort et milite pour l'indépendance de la magistrature et le respect de la liberté de la presse.
Durant la seconde partie de sa vie, après sa mise en retraite forcée, il se met au vert, sur les centaines d’hectares de forêt gardannaise dont il vient de faire l'acquisition : le domaine de Pourcelles (dans les collines au Sud-Est de la ville), rebaptisé « New Powrcelles » il va devenir « gentleman farmer » en créant l'élevage de cochons le plus perfectionné et le plus moderne de cette époque[réf. nécessaire]. Il crée ainsi à Gardanne dans son domaine de la Pourcelle, en suivant les modèles des élevages britanniques, « un modèle de ferme pour l'aménagement hygiénique et luxueux des locaux pour les porcs et des installations aussi commodes qu'élégantes des basses cours »[réf. nécessaire]. Admirateur de l'Angleterre, il veut introduire en France une espèce typiquement britannique, le York. Il aménage une immense porcherie ultra-moderne, achète à Londres une douzaine de spécimens, fait recouvrir les sols et les murs de marbre et céramique permettant aux animaux de rester propres. 

## Épitaphe
Sur sa tombe dans sa propriété de New Powrcelles (La Pourcelle) à Gardanne est écrit :
Un magistrat vaincu s’exila par ici.

En défendant les libertés publiques,

En soutenant la presse et le jury,

Il succomba. Mais ceint de ses reliques,

Ne voulant qu’un suaire en feuilles politiques

Et conservant sa foi dans l’avenir,

Sans cesse, il crut qu’un jour la France

Secouant tous les jougs, d’abord l’intolérance,

Puis tout de bon pour en finir,

Proclamerait sa délivrance.
Sur le mur d'enceinte une plaque indique « Laisse en paix, celui dont la justice, sut tout pacifier, sans aucun artifice. Qu'en bourdonnant la garde d'un million. Protège ici derrière une tombe sans nom ».